# Société ivoirienne de technologie tropicale
Société Ivoirienne de Technologie Tropicale abrégée I2T, créée par l'Etat de Côte d'Ivoire en 1979 en vue de répondre efficacement aux problèmes technologiques que les entreprises agricoles ivoiriennes rencontrent et s'asseoir une bonne dynamique.

## Historique et création
La Société Ivoirienne de Technologie Tropicale est créée selon le décret n°79-720 du 02 octobre 1979.

## Mission
La I2T a pour mission de rechercher et de développer la technologie visant à optimiser les acquis, à valoriser et renforcer les capacités des petites et moyennes entreprises et/ou petites et moyennes industries en vue de la création d'emplois et de richesses. 
De façon de spécifique, il s'agira pour la I2T de mener l'étude de tout problème de technologie sur l'étendue du territoire ivoirien, de réaliser la mise au point de machines ou de procédés, de mener une réalisation directe ou indirecte d'équipements ou d'usines, de permettre la réalisation de tous travaux pouvant valoriser les moyens de production et, généralement, toutes opérations industrielles, commerciales ou financières, notamment toute prise de participation dans d'autres sociétés, ayant leur siège dans tous pays, pouvant se rattacher directement ou indirectement à l'objet social ou susceptible d'en faciliter l'extension ou le développement,. 

## Partenaires
Les images sus-mentionnées sont les partenaires I2T.